# Chompi

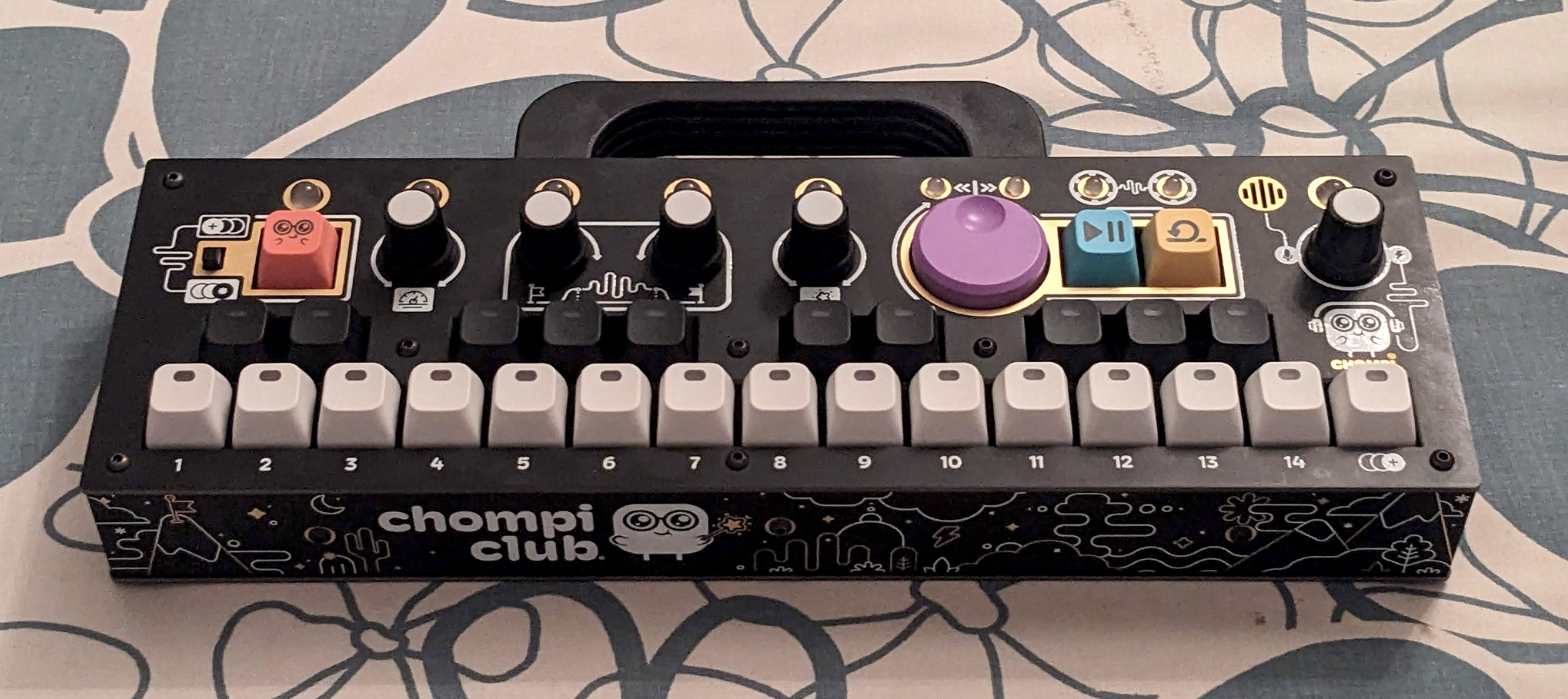
Chompi estándar negro y dorado.

Chompi (estilizado como CHOMPI ) es una sampler lanzado en 2023 por Chelsea y Tobias Hendrickson. Diseñado para ser accesible y sin pantalla, el sampler utiliza LED y etiquetas físicas para mostrar el estado de varios filtros y efectos.

## Antecedentes
Chompi fue creado por Chelsea y Tobias Hendrickson, una pareja de Spokane, Washington. Anteriormente, dirigieron un programa comunitario de sintetizadores centrado en Spokane y el noroeste del Pacífico que ofreció clases de sintetizadores modulares durante aproximadamente una década. Chompi se anunció el 12 de marzo de 2023, a través de un vídeo de YouTube en el canal Chompi Club; el vídeo mostró las características básicas del sampler y del looper, así como de la unidad de efectos.

## Fondos
La campaña Kickstarter para la financiación de Chompi se lanzó el 28 de marzo de 2023, con un objetivo de US$ 30 000 y recaudó más de 900 000 dólares en un día. Al final de la campaña, había recaudado más de $ 1 000 000, lo que la convierte en una de las campañas de Kickstarter más exitosas de 2023. Las unidades Chompi se ofrecieron por 499 dólares como parte de la campaña, y se ofreció una versión rosa de edición limitada por 599 dólares.

## Producción y diseño
Chompi es fabricado por Electro-Distro y utiliza Daisy Seed, un microchip de Electro-Smith diseñado para crear instrumentos musicales únicos. Fue diseñado para ser accesible  y sin pantallas, ya que Tobias tiene pérdida de visión; los creadores también afirman que el diseño sin pantalla invita a los usuarios a explorar. Los LED y las etiquetas físicas se utilizan para diferenciar y mostrar el estado de varios efectos, como un filtro, saturación de cinta, y la «varita mágica», una combinación de reverberación y retardo. Los botones del dispositivo son «parecidos a un juguete» y de gran tamaño.
Las unidades Chompi encargadas por los seguidores de Kickstarter comenzaron a enviarse el 13 de diciembre de 2023; con el precio a partir de $599.